# Unión Juárez (La Trinitaria)
Unión Juárez es una localidad del estado mexicano de Chiapas. Es parte del municipio de La Trinitaria.

## Toponimia
El nombre «Juárez» rinde homenaje a Benito Juárez, presidente de México durante la Guerra de Reforma.

## Demografía
| Gráfica de evolución demográfica |
|                                  |

| Censo | Población |
| ----- | --------- |
| 1900  | 431       |
| 1910  | 446       |
| 1921  | 468       |
| 1930  | 113       |
| 1940  | 519       |
| 1950  | 292       |
| 1960  | 374       |
| 1970  | 453       |
| 1980  | 591       |
| 1990  | 797       |
| 2000  | 914       |
| 2010  | 1 050     |
| 2020  | 1 222     |